# Udo Hebel

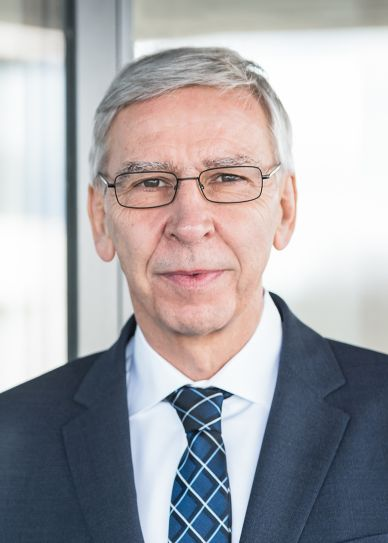
Udo Hebel

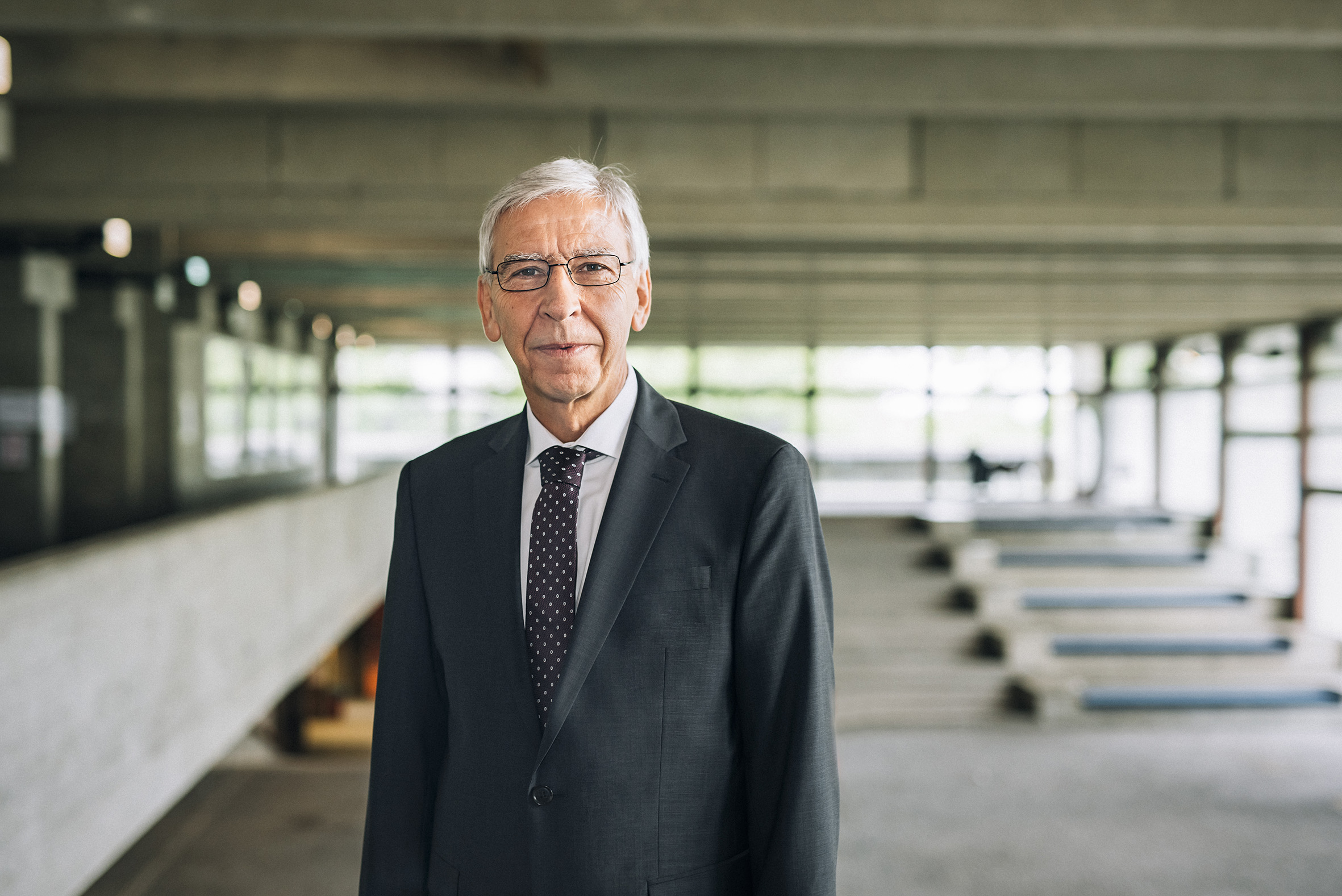
Udo Hebel (2020)

Udo Hebel (* 24. April 1956) ist ein deutscher Amerikanist und seit 1. April 2013 Präsident der Universität Regensburg.

## Leben
Udo Hebel studierte Amerikanistik, Anglistik, Germanistik und Pädagogik an der Universität Mainz und als Stipendiat der Deutsch-Amerikanischen Fulbright-Kommission in Mississippi, USA. Nach dem 1. und 2. Staatsexamen für das Lehramt an Gymnasien, erhielt er ein Stipendium der Landes-Graduiertenförderung Rheinland-Pfalz und wurde 1988 an der Universität Mainz mit summa cum laude promoviert. Von 1986 bis 1995 war er als Wissenschaftlicher Mitarbeiter und Wissenschaftlicher Assistent an der Universität Mainz tätig, wo er 1995 mit der Venia Legendi für das Fach „Amerikanistik“ habilitiert wurde.
Mehrjährige Studien- und Forschungsaufenthalte in den Vereinigten Staaten führten ihn unter anderen an die University of Michigan in Ann Arbor, an die Harvard University, an die American Antiquarian Society in Worcester und Gastprofessuren u. a. an das Colorado College in Colorado Springs.
1995 wurde Hebel auf eine Professur für Amerikanische Literatur- und Kulturgeschichte an der Universität Potsdam berufen; von 1996 bis 1998 war er Professor für Nordamerikanische Literaturwissenschaft an der Universität Freiburg. Seit 1998 ist Udo Hebel Inhaber des Lehrstuhls für Amerikanistik/American Studies an der Universität Regensburg. Rufe auf Lehrstühle an der Universität / GHS in Kassel, der Universität Mainz und der Universität Freiburg lehnte er seitdem ab.
2003 wurde Udo Hebel zum Mitglied der American Antiquarian Society (1812), Worcester, Massachusetts, gewählt.
An der Universität Regensburg war Hebel Dekan und Forschungsdekan der Fakultät für Sprache-, Literatur und Kulturwissenschaften und von 2006 bis 2008 Prorektor für Studium und Lehre. Seit 2007 ist er Leiter des Frühstudiums der Universität Regensburg.
Udo Hebel war u. a. Präsident der Deutschen Gesellschaft für Amerikastudien (DGfA), Herausgeber der internationalen Fachzeitschrift Amerikastudien/American Studies, Vorsitzender des International Committee der American Studies Association (USA), Board Member der European Association for American Studies, stellvertretender Direktor der Bayerischen Amerika-Akademie.
Von April 2016 bis März 2021 amtierte er als stellvertretender Vorsitzender der Bayerischen Universitätenkonferenz "Universität Bayern e. V.".
Udo Hebel war Mitglied einer Kommission des Wissenschaftsrats zu Forschungsatings in den Geisteswissenschaften.
Für die Hochschulrektorenkonferenz (HRK) war er Mitglied im Aufbaustab des DAAD für das Deutsche Wissenschafts- und Innovationshaus in San Francisco.
Seit 2021 ist er Sprecher des Direktoriums des Bayerischen Hochschulzentrums für Mittel-, Ost- und Südosteuropa (BAYHOST). 
Im Jahr 2022 wurde er in den Universitätsrat der Andrássy Universität Budapest gewählt.
Hebel ist Mitglied in den Stiftungsräten des Leibniz-Instituts für Ost- und Südosteuropaforschung (IOS). und des Leibniz-Instituts für Immuntherapie (LIT)
2013 wurde er zehnter Präsident der Universität Regensburg. Nach einer ersten Amtszeit von vier Jahren wurde Hebel für eine zweite, nun sechsjährige Amtszeit (1. April 2017 bis 31. März 2023) im Amt bestätigt. Am 18. November 2022 wählte der Universitätsrat Udo Hebel für eine weitere Amtszeit von sechs Jahren, die am 1. April 2023 begonnen hat.

## Forschung

### Forschungsschwerpunkte
- Amerikanische Erinnerungskulturen
- Amerikanische visuelle Kultur (besonders Malerei/Fotografie)
- Transnationale Amerikastudien
- Literaturen und Kulturen der amerikanischen Kolonialzeit (besonders puritanisches Neuengland)
- Deutsch-amerikanische Kulturbeziehungen
- Amerikanisches Drama und Theater / American Cultural Performances

### Publikationen
Die Publikationsliste von Udo Hebel umfasst 15 Bücher, mehrere von ihm herausgegebene Zeitschriftenhefte und mehr als 60 Aufsätze aus dem interdisziplinären Wissenschaftsfeld der Amerikastudien.

#### Monographien/Bücher
- mit Birgit M. Bauridl und Ingrid Gessner (Hrsg.): German-American Encounters in Bavaria and Beyond, 1945–2015. New York: Peter Lang, 2018.
- (Hrsg.): New England Forefathers' Day Orations, 1770–1865: An Annotated Edition of Selected Plymouth Anniversary Addresses. Heidelberg: Winter, 2016. American Studies Monograph Series 240.
- (Hrsg.): Transnational American Studies. American Studies Monograph Series 222. Heidelberg: Winter, 2012.
- mit Christoph Wagner (Hrsg.): Pictorial Cultures and Political Iconographies: Approaches, Perspectives, Case Studies From Europe and America. Berlin/New York: De Gruyter, 2011.
- (Hrsg.): Transnational American Memories. Media and Cultural Memory 11. Berlin/New York: De Gruyter, 2009.
- Einführung in die Amerikanistik / American Studies. Stuttgart: Metzler, 2008.
- Twentieth-Century American One-Act Plays: Historical Survey, Genre Conventions, Major Representatives, Suggestions for Teaching. Akademie-Vorträge  29. Dillingen: ALP, 2006.
- mit Martina Kohl (Hrsg.): Visual Culture in the American Studies Classroom: Proceedings of the U.S. Embassy Teacher Academy. Vienna: RPO, 2005.
- Forefathers' Day Orations, 1769–1865: An Introduction and Checklist. Worcester, MA: American Antiquarian Society, 2003.
- (Hrsg.): Sites of Memory in American Literatures and Cultures. American Studies Monograph Series 101. Heidelberg: Winter, 2003.
- (Hrsg.): The Construction and Contestation of American Cultures and Identities in the Early National Period. American Studies Monograph Series 78. Heidelberg: Winter, 1999.
- "Those Images of jealousie": Identitäten und Alteritäten im puritanischen Neuengland des 17. Jahrhunderts. Mainzer Studien zur Amerikanistik 38. Frankfurt: Lang, 1997.
- mit Karl Ortseifen (Hrsg.): Transatlantic Encounters: Studies in European-American Relations Presented to Winfried Herget. Trier: Wissenschaftlicher Verlag, 1995.
- Intertextuality, Allusion, and Quotation: An International Bibliography of Critical Studies. Bibliographies and Indexes in World Literature 18. New York: Greenwood, 1989.
- Romaninterpretation als Textarchäologie: Untersuchungen zur Intertextualität am Beispiel von F. Scott Fitzgeralds This Side of Paradise. Mainzer Studien zur Amerikanistik 23. Frankfurt/Main: Lang, 1989.

#### Zeitschriftenhefte
- mit Birgit M. Bauridl, Birgit M. Bauridl (Hrsg.): "South Africa and the United States in Transnational American Studies." Amerikastudien/American Studies 59.4 (2014).
- (Hrsg.): Amerikastudien/American Studies 48 (2003) – 56.1 (2011).
- mit Wolfgang Hallet (Hrsg.): “Short Plays: Staging Women's Lives.” Double Issue  Der fremdsprachliche Unterricht 41.85/86 (2007).
- (Hrsg.): Amerikastudien/American Studies at 50. Double Issue  Amerikastudien/American Studies 50.1/2 (2005).

#### DFG-Projekt
Von Juli 2010 bis August 2013 war Udo Hebel Projektleiter des DFG-Projekts „Festreden zur Erinnerung an die koloniale Gründung Neuenglands als Ursprung der USA aus der Zeit 1770 bis 1865“.

## Positionen, Mitgliedschaften und Auszeichnungen

### Ämter
- Vorsitzender des International Committee der American Studies Association (USA) (2013–2016)
- Präsident (2011–2014),  Vizepräsident (1999–2002) und Mitglied des Beirats (1999–2017) der Deutschen Gesellschaft für Amerikastudien (DGfA)
- Gründungsdirektor Regensburg European American Forum (REAF) (2008– )
- Herausgeber Amerikastudien/American Studies (2002–11)
- stellvertretender Direktor (2001–04) und Vorstandsmitglied (2000–07) der Bayerischen Amerika-Akademie
- stellvertretender Vorsitzender der Universität Bayern e. V. (2016–2021)

### Mitgliedschaften
- Deutsche Gesellschaft für Amerikastudien (DGfA)
- American Studies Association (ASA)
- European Association for American Studies (EAAS)
- American Antiquarian Society (1812), Worcester, MA (gewähltes Mitglied)
- Deutscher Anglistenverband
- Modern Language Association (American Literature Section)
- Collegium for African American Research (CAAR)
- F. Scott Fitzgerald Society

### Preise / Ehrungen/ Stipendien u. ä.
- 2009 Leitung eines Seminars des Europäischen Forums Alpbach “Trust in America”
- 2008–13 ERASMUS-Gastdozenturen Universität Ferrara, Italien
- 2005/06 Andrew Mellon Foundation American Studies International Initiative Grant
- 2003 Wahl zum Mitglied der American Antiquarian Society, Worcester, MA, USA
- 2001 Distinguished Max Kade Professor, Colorado College, CO, USA
- 2000 Peterson Fellow, American Antiquarian Society, Worcester, MA, USA
- 1992–93 American Council of Learned Societies Research Fellow, Harvard University
- 1984–1986 Stipendium der Landes-Graduiertenförderung Rheinland-Pfalz
- 1978–1979 Fulbright Scholarship; Mississippi College, Clinton, MS, USA

### Sonstiges
Hebel ist Gutachter für die German American Fulbright Commission, Deutsche Forschungsgemeinschaft (DFG), den Deutschen Akademischen Austauschdienst (DAAD), das Ebeling-Fellowship der DGfA und der American Antiquarian Society, das Robert Bosch-Stiftung und die Alexander von Humboldt-Stiftung. Ferner ist er Gutachter in Akkreditierungsverfahren an deutschen Universitäten (AQUIN, AQUAS, ZEvA) sowie Gutachter in Berufungsverfahren an deutschen, amerikanischen, britischen, holländischen, österreichischen Universitäten. Er war Mitglied im David Thelen Award Committee der Organization of American Historians (OAH) und im Beirat des Gutenberg-Forschungskollegs der Universität Mainz.

## Belege
1. ↑  https://www.uni-regensburg.de/universitaet/praesidium/praesident/index.html#content_toggle_17955
2. ↑  https://www.uni-regensburg.de/universitaet/praesidium/praesident/index.html#content_toggle_17955
3. ↑  https://www.uni-regensburg.de/universitaet/praesidium/praesident/index.html#content_toggle_17955
4. ↑  https://www.uni-regensburg.de/universitaet/praesidium/praesident/index.html#content_toggle_17955
5. ↑  https://www.uni-regensburg.de/bayhost/gremien/index.html
6. ↑  https://www.andrassyuni.eu/universitat/organisation/gremien.html
7. ↑  https://leibniz-ios.de/institut/organe/stiftungsrat
8. ↑  https://www.rcii.de/das-lit/gremien/stiftungsrat/
9. ↑  https://www.uni-regensburg.de/universitaet/praesidium/praesident/index.html und https://www.uni-regensburg.de/pressearchiv/index.html?tx_news_pi1%5Baction%5D=detail&tx_news_pi1%5Bcontroller%5D=News&tx_news_pi1%5Bnews%5D=18588&cHash=28b8a134e5534cbc6b1eb672da5a5463

| Personendaten    | Personendaten                                               |
| ---------------- | ----------------------------------------------------------- |
| NAME             | Hebel, Udo                                                  |
| KURZBESCHREIBUNG | deutscher Amerikanist, Präsident der Universität Regensburg |
| GEBURTSDATUM     | 24. April 1956                                              |